# Cheilotrichia telacantha
Cheilotrichia telacantha är en tvåvingeart som beskrevs av Alexander 1960. Cheilotrichia telacantha ingår i släktet Cheilotrichia och familjen småharkrankar. Inga underarter finns listade i Catalogue of Life.